# Szencsed
Szencsed (románul: Sâncel) falu Romániában, Hargita megyében.

## Története
Farkaslaka része. 1956-ig adatai Farkaslaka község adataihoz voltak számítva. Érdekes, hogy a települést 1966-ban még több mint 152-en lakták. A trianoni békeszerződés előtt Udvarhely vármegye Udvarhelyi járásához tartozott.

## Népessége
2002-ben 15 lakosa volt, mindenki magyar.

## Vallások
Lakói római katolikusok.